# Petaladenium urceoliferum
Petaladenium urceoliferum es la única especie del género monotípico Petaladenium de la familia Fabaceae, originaria de Brasil.